# Neurolingvistika
Neurolingvistika je naučna disciplina koja proučava fiziološke mehanizme kojima mozak obrađuje informacije vezane za jezik: kako govorimo i razumemo, kako učimo jezik, koja je priroda jezičkih poremećaja. Neke od tema kojima se ova nauka bavi su: lokalizacija jezika u mozgu, jezička obrada u realnom vremenu, moždane strukture i učenje jezika. Kao interdisciplinarna nauka, neurolingvistika koristi metode i teorije drugih naučnih disciplina, kao što su: neurologija, lingvistika, kognitivne nauke, neurobiologija, govorno-jezički poremećaji, neuropsihologija i računarstvo. 
Veliki broj istraživanja iz neurolingvistike zasnovan je na modelima preuzetim iz psiholingvistike i teorijske lingvistike. Neurolingvistika istražuje moždane procese koji su pandan onima koje psiholingvistika i teorijska lingvistika pretpostavljaju u produkciji i razumevanju govora. Takođe se bavi procenom lingvističkih teorija eksperimentalnim putem, kroz metode afaziologije, neuroodslikavanja, elektrofiziologije i računarske simulacije. 

## Lokalizacija jezika u mozgu
Neurolingvistika se od početka bavila potragom za specifičnim delovima mozga u kojima se nalazi znanje jezika. Otkrivene su dve zone u mozgu čijim se oštećenjem gubi jezička sposobnost: Brokina zona, koja je zadužena za govornu produkciju i Vernikeova zona, koja učestvuje u auditivnom razumevanju govora. Međutim, razni delovi mozga učestvuju kada koristimo jezik, te nije ustanovljen deo mozga u kom se nalazi, npr. vokabular; po svemu sudeći, znanje jezika aktivira različite opšte sposobnosti našeg mozga. Neurolingvistika se danas bavi proučavanjem toga kako različiti delovi mozga sarađuju u kodiranju i dekodiranju jezičkih informacija, da li se i kakva razlika javlja kada se koristi jezik koji nam nije maternji, da li se može uočiti da su za neke manje jezičke celine zaduženi specifični moždani spojevi i sl. 

## Jezička obrada u realnom vremenu
Neurolingvistika koristi eksperimentalne tehnike sa modernom elektrofiziološkom opremom kako bi proučila obradu jezičkih informacija u mozgu u realnom vremenu. Otkriveno je da se reči procesuiraju brzinom koja se meri milisekundama. Merenjem brzine obrade reči i konstrukcija mogu se dobiti značajni podaci o samom procesu stvaranja ili razumevanja rečenica. Recimo, ako jedan tip rečenice proizvede tri merljive moždane reakcije (ELAN, N400 i P600), to nam može ukazati na to da postoje tri koraka u sintaksičkom i semantičkom razlaganju rečenice.

## Istorijski razvoj neurolingvistike
Neurolingvistika je počela da se razvija u 19. veku, uporedo sa razvojem afaziologije, nauke o jezičkim poremećajima (afazijama) koji su prouzrokovani oštećenjem mozga. Afaziologija se i danas bavi odnosom strukture i funkcije, analizirajući posledice moždanih oštećenja na obradu jezika. 
Jedan od prvih ljudi koji su shvatili vezu između određenih delova mozga i obrade jezika bio je Pol Broka, francuski hirurg koji je izvršio veliki broj autopsija na osobama sa govorno-jezičkim poremećajima, i koji je otkrio da je većina imala oštećenje mozga (leziju) u levom frontalnom režnju, delu koji je danas poznat kao Brokina zona. Frenolozi su početkom 19. veka tvrdili da su različiti delovi mozga zaduženi za različite funkcije i da jezik pretežno kontroliše frontalni deo mozga, ali Brokina istraživanja predstavljaju prvi empirijski dokaz te povezanosti, i smatraju se epohalnim i od ključnog značaja za neurolingvistiku i kognitivne nauke.
Kasnije je Karl Vernike izneo pretpostavku da su različite moždane oblasti specijalizovane za različite lingvističke zadatke. Brokini i Vernikeovi radovi ustanovili su afaziologiju kao novo polje istraživanja i zasnovali ideju da se jezik može proučavati analizom fizičkih karakteristika moždanih delova. U ranom razvoju afaziologije značajna su bila i istraživanja Korbinijana Brodmana, koja je sprovodio početkom 20. veka, i koji je “mapirao” površinu mozga, podelivši je na veliki broj oblasti na osnovu citoarhitektonike (ćelijske strukture) i funkcije svake od ovih oblasti. Brodmanova polja, kako se danas nazivaju, još uvek su u širokoj upotrebi u neurologiji.
Razvoj tehnologije omogućio je procvat neurolingvistike krajem 20. veka. Neuroodslikavanje (PET skener i magnetna rezonanca fMRI), kao i elektrofiziološka merenja (EEG i MEG) omogućile su da se precizno meri moždana aktivnost prilikom obavljanja jezičkih zadataka produkcije ili razumevanja. Prvi važan proboj bilo je otkriće moždane reakcije N400 1980. godine, jer je ustavljeno da je N400 vezana za semantiku (značenje reči).